# Canton de Rombas
Le canton de Rombas est une circonscription électorale française située dans le département de la Moselle et la région Grand Est.

## Géographie
Ce canton est organisé autour de Rombas dans l'arrondissement de Metz. Son altitude varie de 157 m (Amnéville) à 403 m (Pierrevillers).

## Histoire
Le canton de Rombas a été créé par décret du 8 août 1967 scindant le canton de Metz-Campagne.
Le canton était situé dans l'arrondissement de Metz-Campagne jusqu'au 31 décembre 2014.
À la suite du redécoupage cantonal de 2014, les limites territoriales du canton sont remaniées. Le nombre de communes du canton passe de 2 à 14.

## Représentation

### Représentation avant 2015
| Période | Période | Identité        | Étiquette     | Qualité                                                                                              |
| ------- | ------- | --------------- | ------------- | --- |
| 1967    | 1973    | Armand Nass     | RI            | Entrepreneur en bâtiment Député (1969-1973) Maire de Rombas (1955-1977)                              |
| 1973    | 2011    | Jean Kiffer     | CNIP puis DVD | Médecin Maire d'Amnéville (1965-2011) Député (1973-1978 et 1986-1997)                                |
| 2011    | 2015    | Lionel Fournier | PS            | Chargé de mission à la DDE Maire de Rombas, ancien suppléant du député Jean-Marie Aubron (1997-2002) |

### Représentation à partir de 2015
| Période élective | Période élective | Mandat | Mandat   | Identité              | Nuance | Nuance | Qualité                                                                     |
| ---------------- | ---------------- | ------ | -------- | --------------------- | ------ | ------ | --------------------------------------------------------------------------- |
| 2015             | 2021             | 2015   | 2021     | Danielle Calcari-Jean |        | PS     | Adjointe au maire d'Amnéville                                               |
| 2015             | 2021             | 2015   | 2021     | Lionel Fournier       |        | DVG    | Maire de Rombas président de la Communauté de communes du Pays Orne-Moselle |
| 2021             | 2028             | 2021   | en cours | Danielle Calcari-Jean |        | PS     | Conseillère sortante                                                        |
| 2021             | 2028             | 2021   | en cours | Lionel Fournier       |        | DVG    | Conseiller sortant                                                          |

### Résultats détaillés

#### Élections de mars 2015
À l'issue du 1er tour des élections départementales de 2015, deux binômes sont en ballottage : Roland Fremery et Delphine Haffner (FN, 37,38 %) et Danielle Calcari-Jean et Lionel Fournier (PS, 25,27 %). Le taux de participation est de 43,14 % (14 465 votants sur 33 534 inscrits) contre 44,87 % au niveau départemental et 50,17 % au niveau national.
Au second tour, Danielle Calcari-Jean et Lionel Fournier (PS) sont élus avec 54,06 % des suffrages exprimés et un taux de participation de 44,45 % (7 462 voix pour 14 905 votants et 33 532 inscrits).

#### Élections de juin 2021
Le premier tour des élections départementales de 2021 est marqué par un très faible taux de participation (33,26 % au niveau national). Dans le canton de Rombas, ce taux de participation est de 24,04 % (8 187 votants sur 34 049 inscrits) contre 26,75 % au niveau départemental. À l'issue de ce premier tour, deux binômes sont en ballottage : Danielle Calcari-Jean et Lionel Fournier (DVG, 60,6 %) et Dimitri Késy et Virginie Labrousse (RN, 39,4 %).
Le second tour des élections est marqué une nouvelle fois par une abstention massive équivalente au premier tour. Les taux de participation sont de 34,36 % au niveau national, 27,16 % dans le département et 23,58 % dans le canton de Rombas. Danielle Calcari-Jean et Lionel Fournier (DVG) sont élus avec 61,74 % des suffrages exprimés (4 669 voix pour 8 030 votants et 34 056 inscrits),,. 

## Composition

### Composition avant 2015

Situation du canton de Rombas dans l'Arrondissement de Metz-Campagne avant 2015.

Le canton de Rombas regroupait deux communes.
| Nom                | Code Insee | Codepostal | Superficie (km2) | Population (dernière pop. légale) | Densité (hab./km2) |
| ------------------ | ---------- | ---------- | ---------------- | --------------------------------- | ------------------ |
| Rombas (chef-lieu) | 57591      | 57120      | 11,69            | 9 975 (2012)                      | 853                |
| Amnéville          | 57019      | 57360      | 10,46            | 10 069 (2012)                     | 963                |

### Composition après 2015
Le canton de Rombas comprend désormais quartorze communes entières.
| Nom                            | Code Insee | Intercommunalité        | Superficie (km2) | Population (dernière pop. légale) | Densité (hab./km2) | Modifier                                    |
| ------------------------------ | ---------- | ----------------------- | ---------------- | --------------------------------- | ------------------ | ------------------------------------------- |
| Rombas (bureau centralisateur) | 57591      | CC du Pays Orne-Moselle | 11,69            | 9 534 (2022)                      | 816                | modifier les données · modifier les données |
| Amanvillers                    | 57017      | Eurométropole de Metz   | 9,76             | 2 154 (2022)                      | 221                | modifier les données · modifier les données |
| Amnéville                      | 57019      | CC du Pays Orne-Moselle | 10,46            | 10 853 (2022)                     | 1 038              | modifier les données · modifier les données |
| Bronvaux                       | 57111      | CC du Pays Orne-Moselle | 1,57             | 504 (2022)                        | 321                | modifier les données · modifier les données |
| Fèves                          | 57211      | CC Rives de Moselle     | 4,80             | 1 196 (2022)                      | 249                | modifier les données · modifier les données |
| Marange-Silvange               | 57443      | CC du Pays Orne-Moselle | 15,24            | 6 517 (2022)                      | 428                | modifier les données · modifier les données |
| Montois-la-Montagne            | 57481      | CC du Pays Orne-Moselle | 7,10             | 2 717 (2022)                      | 383                | modifier les données · modifier les données |
| Norroy-le-Veneur               | 57511      | CC Rives de Moselle     | 8,45             | 1 000 (2022)                      | 118                | modifier les données · modifier les données |
| Pierrevillers                  | 57543      | CC du Pays Orne-Moselle | 5,83             | 1 460 (2022)                      | 250                | modifier les données · modifier les données |
| Plesnois                       | 57546      | CC Rives de Moselle     | 3,11             | 782 (2022)                        | 251                | modifier les données · modifier les données |
| Roncourt                       | 57593      | Eurométropole de Metz   | 6,73             | 1 048 (2022)                      | 156                | modifier les données · modifier les données |
| Saint-Privat-la-Montagne       | 57622      | Eurométropole de Metz   | 5,84             | 1 873 (2022)                      | 321                | modifier les données · modifier les données |
| Sainte-Marie-aux-Chênes        | 57620      | CC du Pays Orne-Moselle | 10,19            | 4 512 (2022)                      | 443                | modifier les données · modifier les données |
| Saulny                         | 57634      | Eurométropole de Metz   | 9,80             | 1 572 (2022)                      | 160                | modifier les données · modifier les données |
| Canton de Rombas               | 5718       |                         | 110,57           | 45 722 (2022)                     | 414                | modifier les données                        |

## Démographie

### Démographie avant 2015
| 1968   | 1975   | 1982   | 1990   | 1999   | 2006   | 2011   | 2012   |
| ------ | ------ | ------ | ------ | ------ | ------ | ------ | ------ |
| 20 904 | 22 299 | 20 684 | 19 770 | 20 057 | 20 195 | 20 019 | 20 044 |

### Démographie depuis 2015
En 2022, le canton comptait 45 722 habitants, en évolution de +2,83 % par rapport à 2016 (Moselle : +0,52 %, France hors Mayotte : +2,11 %).
| 2013   | 2018   | 2022   |
| ------ | ------ | ------ |
| 43 835 | 45 260 | 45 722 |